# داش آکل
اکبر دائی محمد  معروف به داش آکُل یا داش آکَل لوطیِ شیرازی اواخرِ دورهٔ قاجار بوده است. آوازهٔ او با داستانِ «داش آکل» صادق هدایت در ایران و حتی فراتر از ایران پراکنده شد.

## تلفّظِ نام
نجف دریابندری و اکبر رادی «آکل» را به فتحِ کاف خوانده‌اند، و در آن «کَل» را کوتاه‌شدهٔ «کربلایی» دانسته‌اند. منوچهر کاشف نیز «آکل» را به فتحِ کاف خوانده، ولی آن را کوتاه‌شدهٔ «آقا اکبر» دانسته است. ولی ایرج افشار احتمال داده که «کل» در «داش آکل» مربوط باشد به «کلو» که عنوانِ مصطلحی برای بزرگانِ جنوبِ ایران در قرونِ هشتم و نهم بوده است و به ضمِّ کاف تلفّظ می‌شده است. محمدجعفر محجوب نیز با ایرج افشار موافق بوده است. اما منوچهر کاشف این را بعید دانسته است. فریدون تنکابنی نیز با استناد به لقبِ دیگرِ داش آکل، یعنی «اُکُل مُچی»، تلفّظِ «آکل» با ضمِّ کاف را ترجیح داده است، و با این همه «آکل» را کوتاه‌شدهٔ «آقا کربلایی» دانسته است.

## داستانِ زندگی
داش آکل بین سالهای ۱۲۴۲ الی ۱۲۴۷ در محله سر دُزک شیراز متولد شد. مردی قد بلند و نسبتا چهارشانه که صورتش زخم های زیادی خورده بود.علاءدوله به محض رسیدن به حکمرانی فارس دستور می دهد دعواهای بین طوایف و لوتی های شهر کمرنگ شود و دستور دستگیری داش آکُل را می دهد. خبر به اکبر دائی محمد می رسد و برای جلوگیری از دستگیری در صحن شاهچراغ بّست می نشیند.در نهایت توسط عمال حکومت فریب می خورد و از صحن شاهچراغ خارج می شود و در هنگام نوشیدن چایی چند دشنه به پهلویش می خورد که در نهایت یک روز بعد در نهم محرم برابر با تاسوعای حسینی سال ۱۲۸۲ بر اثر همین ضربات دشنه می میرد. پیکرش یک روز بعد در عاشورا در صحن شاهچراغ دفن می شود و یک شیر سنگی بر روی قبرش قرار می دهند. این قبر بعدا در طرح گسترش و نوسازی صحن حرم شاهچراغ در دوران جمهوری اسلامی، شامل حرم شاهچراغ می شود.
ابراهیم گلستان، در توضیحِ تفاوتِ داستانِ زندگیِ داش آکلِ واقعی با داش آکلِ داستانِ هدایت، گفته که داش آکلِ واقعی «گناه عشق بچه خوشگل خود به دختر حاجی را خود بر عهده می‌گیرد. یعنی در عین بیگناهی خود را بدنام می‌کند به تجاوز به حرمت ناموس دختری که سپرده به دست او بوده تا معشوق خود، مقصر اصلی را، که یک جوان تازه سبزه به عارض دمیده بوده است در امان دارد.» منوچهر کاشف گفته که داش آکل نامِ دیگرِ اکبر دایی بوده که پهلوانِ محلّهٔ سر دزک شیراز بوده است و داستانِ درگیری او با کاکا رستم در داستانِ هدایت تغییریافتهٔ برخوردی است که اکبر دایی با یکی از نوچه‌های پیشینِ خود داشته است. باقر پرهام نیز از احمد حجّتی سخنِ مشابهی نقل کرده، به‌اضافهٔ نکتهٔ سیاسیِ مبهمی، که داش آکل یا همان اکبر دایی، که پاتوقش قهوه‌خانهٔ عرش جنبِ مسجد نوی شیراز بوده، لقبِ دیگری هم داشته به‌عنوانِ «اُکُل مُچی»، و این از آن بوده که یک دستش را در یک ماجرای سیاسی از مچ بریده بودند. ولی منوچهر کاشف بریده بودنِ مچِ داش آکل را رد کرده است.

### در حکایتِ صادق هدایت
سیمین دانشور از هدایت نقل کرده که او بارها به قهوه‌خانهٔ سر دو میلِ شیراز رفته تا داستانِ «داش آکل» را بنویسد. داش آکلِ هدایت خود عاشقِ دختر می‌شود، ولی ابرازِ عشق نمی‌کند، و پس از مرگش طوطیِ همدمش عشقش را لو می‌دهد. این حکایت از زندگیِ داش آکل معروف شد و موضوعِ فیلم‌ها و نمایش‌هایی شد.

## آثار هنری دربارهٔ داش آکل
- داش‌آکل (داستان کوتاه)
- داش‌آکل (فیلم ۱۳۵۰)
- داش‌آکل (فیلم ۱۳۹۶)
- داش آکل به گفته‌ی مرجان
- داش آکل به روایت نوچه کاکارستم (نمایش در تماشاخانه سنگلج ۱۴۰۲)